# بيز كالديراس
بيز كالديراس (بالإنجليزية: Piz Calderas)‏ هو أحد جبال سلسلة جبال الألب ألبولا ويقع في كانتون غراوبوندن في سويسرا. يحتل المرتبة رقم 78 في قائمة جبال سويسرا من حيث الارتفاع، إذ يبلغ ارتفاعه حوالي 3397 متر، بينما يبلغ ارتفاع نتوء الجبل 1085 متر، هذا وقد سجل أول وصول لقمة الجبل عام 1857.